# Mesembrius africanus
Mesembrius africanus är en tvåvingeart som först beskrevs av George Henry Verrall 1898.  Mesembrius africanus ingår i släktet Mesembrius och familjen blomflugor.
Artens utbredningsområde är Kenya. Inga underarter finns listade i Catalogue of Life.